# Where's Waldo? (animatieserie)
Where's Waldo (in sommige landen ook bekend als Where's Wally) is een Amerikaanse animatieserie gebaseerd op de Waar is Wally?-boekenreeks. De serie werd gedurende 1 seizoen van 13 afleveringen uitgezonden op CBS Kids.
De naam van de show is gelijk aan hoe de boekenreeks in de Verenigde Staten heet: “Where is Waldo”. De rechten op de show zijn momenteel in handen van HIT Entertainment.

## Overzicht
Centraal in de serie staan de bekende personages uit de boeken: Waldo (Wally), zijn hond Woof, Wizard Whitebeard (Tovenaar Wittebaard) en Waldo’s aartsvijand Odlaw (Yllaw).
Net als in de boeken bezoeken Waldo en Co de meest uiteenlopende plaatsen, waaronder zelfs andere tijdperken en fantasiewerelden. Ze doen dit met behulp van een magische stok. In tegenstelling tot de boeken wordt echter meer uitleg gegeven over de reden van dit bezoek. Vaak heeft Waldo in deze locatie een opdracht te volbrengen. Deze opdracht bestaat uit een aantal puzzels en mysteries, waar de kijker zelf ook over mee kan denken. Ook krijgen de personages meer diepgang.
Ongeveer twee keer per aflevering bevriest het beeld gedurende een minuut, waarin de kijker kan proberen Waldo en co te vinden in een grote menigte. Dit is gelijk aan de boekenreeks.

## Merchandise
In 1992 bracht Little Brown and Company twee boeken uit met zoekplaten gerelateerd aan de situaties en personages uit de animatieserie. Dit waren in feite uitgeprinte versies van de scènes uit elke aflevering waarin het beeld bevroren was.

## Internationale versies
Om de serie geschikter te maken voor distributie buiten de Verenigde Staten werden van elke aflevering twee versies opgenomen met de Engelstalige cast. In de tweede versie werd de naam Waldo veranderd naar Wally om beter aan te sluiten op hoe de hoofdpersoon buiten de VS bekendstond.
Andere internationale versies werden gemaakt met onder andere een Duitstalige en Franstalige cast.

## Cast
- Waldo: Townsend Coleman
- De verteller: Jim Cummings
- Wizard Whitebeard: Brad Garrett
- Odlaw: Julian Holloway
- Woof: Dave Workman

## Afleveringen
1. My Left Fang
2. Forest Women
3. It's A Gruel, Gruel World
4. The Great Ball Game
5. Draining the Deep
6. The Underground Hunters
7. The Unfriendly Giants
8. A Stone Age Story
9. The Land of the Carpet Flyers
10. The Living Exhibits
11. Ahead of the Future
12. Viking Fling
13. The Land of the Lost Pyramid

## Prijzen
De serie werd in 1992 genomineerd voor de "Young Artist Award" in de categorie Outstanding New Animation Series, maar verloor deze aan "Back to the Future: The Animated Series".